# Religionsbeteendevetenskap
Religionsbeteendevetenskap är ett akademiskt område som syftar till att beskriva och förstå religiösa fenomen samt problem utifrån samhällets, gruppens och individens perspektiv. Religionsbeteendevetare studerar människors upplevelser, känslor, tankar och handlingar i samspel med deras religion. Området studeras med hjälp av religionssociologi, religionspsykologi och religionspedagogik
. 

## Centrala frågeställningar
En central fråga inom ämnet är om teorier och metoder framvuxna i en västerländskt–kristen kontext kan tillämpas i andra kontexter. 